# Alexandre Gallo
Alexandre Tadeu Gallo (Ribeirão Preto, 29 maggio 1967) è un allenatore di calcio ed ex calciatore brasiliano, di ruolo centrocampista, tecnico del Londrina.

## Carriera

### Allenatore
Nel 2015 è stato alla guida del Brasile Under-20 durante il Campionato sudamericano Under-20.

## Palmarès

### Giocatore
- Campionato paulista: 2

San Paolo: 1998
Corinthians: 2001
- Campionato Mineiro: 2

Atlético Mineiro: 1999, 2000

### Allenatore

#### Club

##### Competizioni statali
- Campionato Pernambucano: 2

Sport: 2007
- Campionato Catarinense: 2

Figueirense: 2008

##### Competizioni internazionali
- Recopa Sudamericana: 1

Internacional: 2007

#### Nazionale
- Torneo di Tolone: 2

2013, 2014